# Климковице
Климковице (чеш. Klimkovice, нем. Königsberg in Schlesien) — город в Чехии.

## География
Город Климковице находится на северо-востоке Чешской республики, близ её границы с Польшей, в Моравской Силезии, юго-западнее Остравы.

## История
Город был основан во второй половине XIII столетия чешским королём Пршемыслом Отакаром II. Впервые письменно упоминается в 1416 году под названием Кёнигсберг (то есть как королевский город) на территории герцогства Троппау. В 1578 году местная крепость была перестроена в замок в стиле эпохи Возрождение. В 1650 город с округой стали собственностью графов Вильчек. До 1918 года город входил в состав Австрийской Силезии. Это был город ремесленников, развиты обувное и ткацкое производства. К 1 декабря 1930 года здесь проживало 3.240 жителей, из них 229 немцев. После Мюнхенских соглашений 1938 года Климковице вошёл в состав Германии. В конце Второй мировой войны, во время боёв, был сильно разрушен. После окончания войны последовала национализация владений графов Вильчек и, в 1946 году, депортация в Германию немецкого населения так, что число жителей уменьшилось до 2.710 человек (на май 1947 года).

## Достопримечательности
- Замок Климковице (постр. в 1578 году)
- Собор Св. Екатерины (постр. в начале XVII столетия)

## Население
| Год  | Численность | Численность |
| ---- | ----------- | ----------- |
| 1869 | 2531        | [ 5 ]       |
| 1880 | 2754        | [ 5 ]       |
| 1890 | 3003        | [ 5 ]       |
| 1900 | 2979        | [ 5 ]       |
| 1910 | 3269        | [ 5 ]       |
| 1921 | 3399        | [ 5 ]       |
| 1930 | 3877        | [ 5 ]       |
| 1950 | 3689        | [ 5 ]       |
| 1961 | 3495        | [ 5 ]       |
| 1970 | 3423        | [ 5 ]       |
| 1980 | 3551        | [ 5 ]       |
| 1991 | 3628        | [ 5 ]       |
| 2001 | 3770        | [ 5 ]       |
| 2011 | 4165        | [ 5 ]       |
| 2014 | 4371        | [ 6 ]       |
| 2016 | 4399        | [ 7 ]       |
| 2017 | 4427        | [ 8 ]       |
| 2018 | 4422        | [ 9 ]       |
| 2019 | 4468        | [ 10 ]      |
| 2020 | 4495        | [ 11 ]      |
| 2021 | 4498        | [ 12 ]      |
| 2022 | 4469        | [ 13 ]      |
| 2023 | 4516        | [ 14 ]      |
| 2024 | 4536        | [ 3 ]       |

## Города-побратимы
- Илава, Словакия